# Eurema tupuntenem
La mariposa blanca de los cumanagotos (Eurema tupuntenem) es una especie de mariposa de la familia de las piérides y la subfamilia de los coliadinos (Coliadinae), que fue descrita por René Lichy, en 1976, a partir de ejemplares procedentes de Venezuela.

## Distribución
Eurema tupuntenem es endémica de Venezuela, el epíteto específico se deriva de un vocablo de los antiguos amerindios Cumanagoto para el color blanco, el autor dedicó esta especie "en recuerdo de ellos [que] vivían en el territorio donde también vive esta especie [...] en la región vecina de Monagas, en Caripe". Sin embargo esta especie también se encuentra en otras zonas montañosas del occidente y norte de Venezuela, en un intervalo altidudinal entre 900 y 3000m, y ha sido reportada específicamente para la Cordillera de la Costa, la Cordillera Oriental o Serranía del Interior y en la Cordillera de Mérida.